# طاقة وضع

حركة الرقاص

الطَّاقَةُ الكَامِنَةُ أو طَاقَةُ الوَضْعِ (بالإنجليزية: Potential energy) هي إحدى صور الطاقة في الفيزياء. وهي طاقة «كامنة» يكتسبها جسم بسبب وقوعه تحت تأثير جاذبية مثل الجاذبية الأرضية أو تحت تأثير مجال كهربائي إذا كان له شحنة كهربائية؛ ولذلك تُسمَّى تلك الطاقة بطاقة الوضع. وعلى الأرض يمكن أن يشكِّل سطح الأرض مرجِعاً لحساب تلك الطاقة، وعادةً يستخدم الرمز V أو الرمز Epot لتعريف طاقة الوضع.

## بصفة عامة
تنظم أنواع الطاقة التالية إلى طاقة الوضع:
- طاقة الوضع الناجمة عن الجاذبية الأرضية أو أي نظام ذو ثقالة
- طاقة الوضع تحت تأثير مجال كهربائي
- طاقة وضع تحت تأثير قوة شد مرنة، مثل نابض

والمعادلة التي تعطي طاقة الوضع الناتجة عن الثقالة هي:
{\displaystyle V=m.g.(h1-h0)}
حيث:
m كتلة الجسم بالكيلوجرام:g عجلة الجاذبية الأرضية: 9,81 متر/ثانية*ثانية:h1 ارتفاع الجسم عن الأرض عند النقطة العلوية (بالمتر)
h0 ارتفاع الجسم عن الأرض عند النقطة السفلى (بالمتر).
أي أن طاقة وضع جسم تتزايد بتزايد ارتفاعه عن سطح الأرض، ويمكن حسابها لأي جسم.

## تغير طاقة الوضع بالارتفاع عن سطح الأرض
تتغير طاقة الوضع لجسم بتغير ارتفاعه عن سطح الأرض. فإذا افترضنا مؤقتا أن طاقة الوضع لجسم على سطح الأرض تساوي صفرا، ثم قمنا بقذف حجر عموديا إلى أعلى، يبدأ الجسم بطاقة حركة عالية وما يلبث أن تهدأ سرعته رويدا رويدا بفعل الجاذبية أو الثقالة وتتحول طاقة حركته خلال ارتفاعه إلى طاقة وضع. حتى إذا وصل الحجر إلى أقصى ارتفاع له تكون كل طاقة حركته قد تحولت إلى طاقة الوضع. ويبدأ الحجر بفعل طاقة الوضع التحرك ثانيا إلى أسفل حيث تزداد سرعته إلى أن يلتقي بالأرض، عندئذ تكون طاقة وضعه (التي اكتسبها في العلاء) قد تحولت إلى طاقة حركة ثانيا. وباصطدامه بالأرض تتحول طاقة حركته فورا إلى طاقة حرارية. وهذا يحقق قانون انحفاظ الطاقة.
وفي كل نقطة من مسار الحجر أثناء الصعود والهبوط يكون مجموع طاقة حركته وطاقة وضعه ثابتا.أي إذا تزايدت واحدة تنقص الأخرى بنفس القدر.
وتـُقاس طاقة الوضع مثلما تقاس طاقة الحركة، بوحدة كيلوجرام.2متر. −2ثانية أو جول.
ويمكن كتابة الطاقة الكلية للحجر بالمعادلة:
E = K + U
حيث:
E الطاقة الكلية: K طاقة الحركة: U طاقة الوضع.
وبتطبيق المعادلة أعلاه نجد أن الطاقة الكلية للحجر عند نقطة أقصى ارتفاع:
E = صفر + U = U
أي تصبح الطاقة الكلية مساوية لطاقة الوضع.
وبتطبيق المعادلة على حركة الحجر عند عودته إلى الأرض، تصبح الطاقة الكلية للحجر:
K = E + صفر = K
أي عند عودة الحجر إلى الأرض تصبح الطاقة الكلية للحجر مساوية لطاقة حركته.
وتظهر طاقة حركة الحجر عند اصتدامه بالأرض على هيئة طاقة حرارية. ولكن الاختلاف في درجة الحرارة هنا يكون ضئيلا فلا نشعر به. وكما تبين أعلاه يمكننا التعبير عن طاقة الحركة بوحدة الجول وهي وحدة حرارية.

## البندول
يتحرك بندول الساعة (رقاص) في حركة قوسية حول مركز ثقله، فنجده يتحرك من أعلى نقطة على اليمين مثلا (حيث يكون فيها ثابتا للحظة ما) وتزداد سرعته في اتجاه النقطة المركزية حيث يكون ارتفاعه أقل ما يمكن، وعند تلك النقطة يكون قد وصل إلى أقصى سرعة له، فيندفع إلى اليسار وتنخفض سرعته رويدا رويدا حتى يصل إلى أقصى ارتفاع له إلى اليسار، وعندها تصبح سرعته صفرا ثانيا. ثم تتكرر العملية بالعكس من اليسار إلى اليمين حتى يصل إلى أعلى نقطة إلى اليمين وتصبح سرعته عندها صفرا، وهكذا.
تتغير طاقتي الحركة والوضع للبندول طوال الوقت ولكن مجموعها يظل ثابتا. فعند أعلى نقطة إلى اليمين أو أعلى نقطة إلى اليسار - عندما يثبت حركة البندول وتصل سرعته إلى الصفر - فهنا تكون طاقة وضعه مساوية لطاقتة الكلية،(إذ أن طاقة الحركة تعتمد على سرعة الجسم فإذا كان الجسم ثابتا، كانت طاقة حركته صفرا). ثم تبدأ عند كلتا النقطتين العلويتين (يمينا أو يسارا) طاقة الوضع تتحول إلى طاقة حركة فنجد البندول بزداد سرعة في التجاه نقطة الوسط المنخفضة، وعند تلك النقطة تكون طاقة وضع البندول قد تحولت كلها إلى طاقة حركة.

### انحفاظ الطاقة

رسم متحرك لحركة البندول. تظهر فيه نقطة السكون

يعتبر نموذج البندول البسيط نموذجا لقانون انحفاط الطاقة في الميكانيكا. فعلى الطريق بين نقطة أقصى ارتفاع للبندول إلى نقطة الاستقرار (الوسطية) تقل طاقة وضع البندول وهذا يعمل على زيادة سرعته بسبب الثقالة، وتزداد طاقة حركته. وبعد تعدية البندول النقطة الوسطية يبدأ عمل الثقالة ثانيا قتقل سرعته. والمعاملة الرياضية لهذه الحركة تعطينا العلاقة الآتية في كل لحظة:
{\displaystyle E_{\mathrm {pot} }+E_{\mathrm {kin} }={\text{const.}}\,}
أي أن مجموع طاقة الحركة و طاقة الوضع للبندول (رقاص) تكون دائما ثابتة.

## استغلال طاقة الوضع في توليد الكهرباء

رسم توضيحي لأحد السدود لإنتاج الطاقة الكهربائية

تُستخدم السدود عموما لتخدم الغرض الأساسي ( للاحتفاظ بالمياه وتوليد الكهرباء).
وتُستغل طاقة الوضع الهائلة المختزنة في مياه الأنهار خلف السدود في توليد الطاقة الكهربائية في المحطات الكهرمائية. وفي تلك المحطات تتحول طاقة الوضع للماء أولا إلى طاقة حركة عند سقوط الماء من أعلى فيدير توربينا والذي يدير بدوره مولدا للكهرباء، وبذلك نحصل على الطاقة الكهربائية التي نستعملها لإنارة المنازل ولتشغيل المصانع. أعلى سد في العالم هو سد نورك بارتفاع 300 متر في طاجيكستان.

### القدرة
تعتمد قدرة محطة توليد مائية P على تدفق الماء Q (بالمتر المكعب في الثانية) وارتفاع تدفق الماء
h بالمتر و كفاءة η التوربين والمولد الكهربائي والمحول الكهربائي في تحويل طاقة الحركة إلى طاقة كهربائية.
وبالنسبة إلى الكفاءة فهي تحتسب بالتقريب بنحو 85% بالنسبة لمحطات القوى المائية.
(g • ρ • η ≈ 8,5 kN /متر3)
{\displaystyle P=Q\cdot h\cdot 8,5\,\mathrm {kN} /\mathrm {m} ^{3}}
حيث: g عجلة الجاذبية الأرضية، و ρ كثافة الماء كيلوجرام/متر3.
مثال:
في توريد سد مائي يبلغ ارتفاعه 6 متر يمر ماء بحجم 20 متر مكعب / ثانية. بالتعويض عن تلك القيم في معادلة القدر نحصل على قدرة المحطة:
P = 20 m³/s • 6 m • 8,5 kN/m³ = 1020 kW
أي أن قدرة المحطة تبلغ 1020 كيلوواط
أي تبلغ 1.02 ميجاواط
وتختلف قدرة كل سد مائي في توليد الكهرباء بحسب أرتفاع منسوب الماء فيه وكمية الماء التي تندفع في التوربين أو التوربينات وكفاءة التوربين و المحول الكهربائي، كما تقول لنا معادلة القدرة. أكبر محطة لتوليد الكهرباء من سد مائي هي 18.000 ميجاواط وتوجد في الصين الشعبية.
تتميز محطات القوى التي تنتج الكهرباء من ماء السدود بدرجة كفاءة عالية. فكفاءة التوربينات والمولدات الكهربائية قد تصل إلى 90% في تحويل طاقة الحركة (اندفاع الماء) إلى طاقة كهربائية.

## رفع الأثقال
رأينا أن طاقة الوضع لجسم يحدده ارتفاعه عن سطح الأرض. فلنفترض الآن بطل حمل الأثقال الذي يقوم برفع 200 كيلوجرام إلى أرتفاع 2.5 متر، فما هو الشغل الذي يؤديه لرفع هذا الثقل؟
لدينا المعادلة التي تعطي طاقة وضع 200 كيلوجرام على ارتفاع 2,5 متر، وهي:
{\displaystyle V=m.g.(h1-h0)}
حيث:
m كتلة الجسم بالكيلوجرام:g عجلة الجاذبية الأرضية: 9.78 متر/ثانية2
h1 ارتفاع الجسم عن الأرض عند النقطة العلوية (بالمتر)
h0 ارتفاع الجسم عن الأرض عند النقطة السفلى (بالمتر).
وبالتعويض في المعادلة نحصل على:
V= 200. 9,81. 2,5
طاقة الوضع =4905 جول
كما نعرف أن 1 جرام من السكر يعادل 16 كيلو جول. بالتالي نستطيع حساب كمية السكر التي تحترق في عضلات رافع الأثقال لرفع هذا الثقل:
كمية السكر = 9,4 كيلو جول ÷ 16 كيلوجول/جرام:كمية السكر = 32,0 جرام سكر
وهذا هو الشغل الذي يؤديه رافع الأثقال لرفع 200 كيلوجرام إلى ارتفاع 2,5 متر. هذا مع إهمال جسم رافع الاثقال نفسه حيث يقوم من القرفصاء برفع الثقل.
ويمكنك بواسطة تلك المعادلة حساب الشغل الذي تبذله لصعود سلم ارتفاعه مثلا 100 متر، باعتبار أن وزنك (الكتلة) 60 كيلوجرام.